# Sardiñada

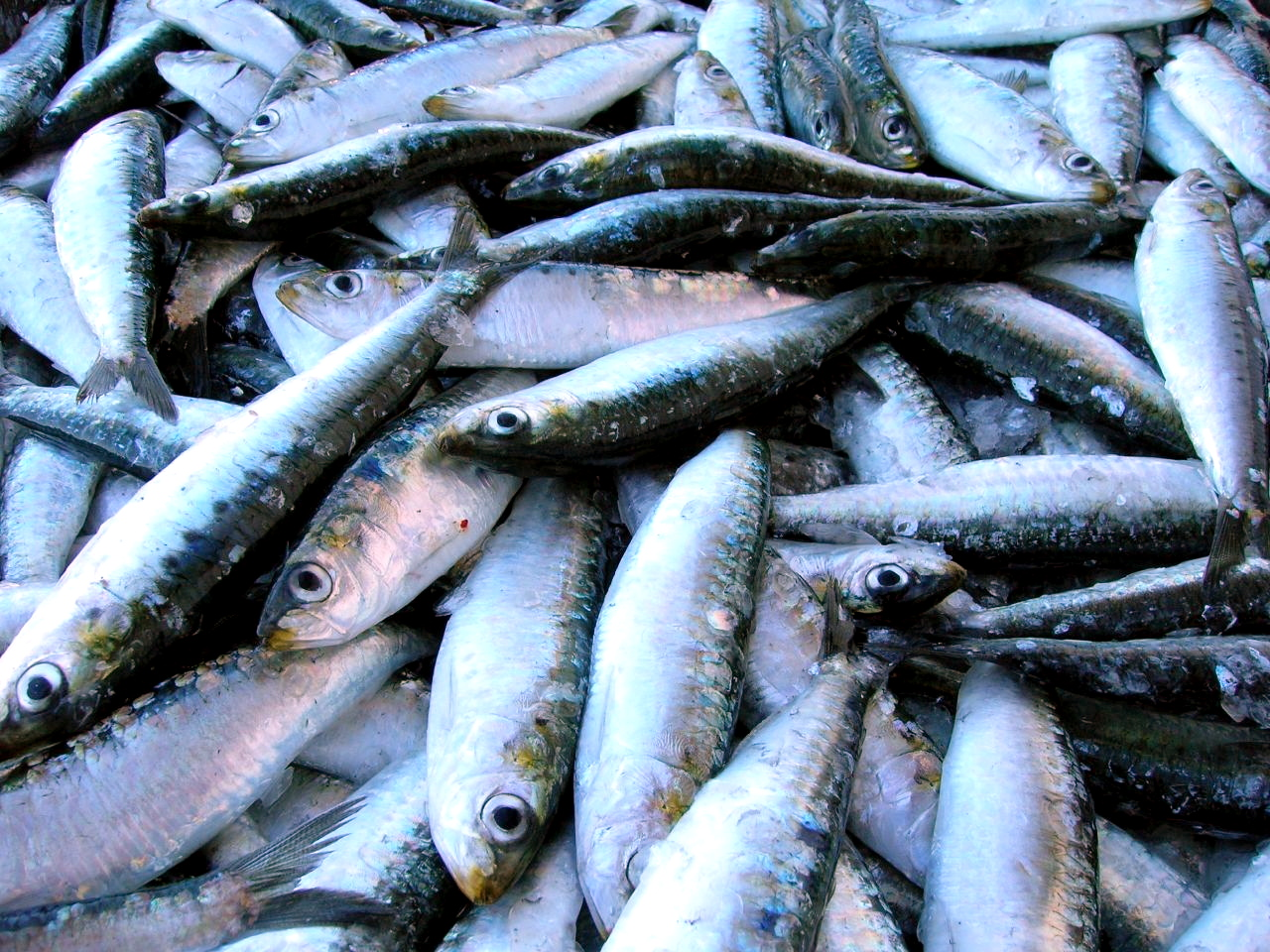
La Sardiña (Sardina pilchardus) es el centro de esta costumbre.

La Sardiñada (denominada también como sardinada) es una costumbre culinaria de la cocina gallega (originaria en la provincia de Lugo) en el que se cocinan sardinas (Sardina pilchardus) asadas al aire libre. Se suelen preparar y servir en las romerías gallegas en homenaje a San Bartolomé (24 de agosto). Al igual que en las celebraciones equinociales relativas a la noche de San Juan. Se suelen hacer asadas a la plancha. 
Se sirven en comidas colectivas (denominadas como sardinada popular) siempre con carácter festivo (asociadas a una celebración, o festividad) y se acompañan de pan de millo (pan de maíz) y pimientos de Herbón. Es costumbre que sean servidas en horas nocturnas, entre el anochecer y el amanecer. Las sardinadas a partir del siglo XX se comienzan a realizar en algunas partes del interior de la geografía española.